# Турецька інтервенція в Афрін
Операція «Оливкова гілка» (тур. Zeytin Dalı Harekâtı) — інтервенція турецьких військ та так званої "Протурецької Вільної Сирійської Армії" за підтримки ісламістів в сирійський район Афрін проти позицій курдської партії «Демократичний союз» в Сирії (ПДС), її збройного крила Загони народної оборони (ЗНО) та Демократичних сил Сирії (ДСС). Туреччина також заявляє, що воює проти Ісламської Держави (ІД), хоча незалежних підтверджень цьому немає. Демократична федерація Північної Сирії претендує на Афрін та його околиці в якості регіону Афрін
Президент Туреччини Реджеп Таїп Ердоган заявив в той же день, що після операції в Афріні відбудеться поштовх у напрямку північного міста Манбідж, який проамериканські курдські сили захопили від ІД у 2016. ЗНО оголосили, що будуть захищати людей Афріна і відповідати на атаки турецької армії. З моменту початку операції внаслідок ударів ВВС Туреччини було вбито десятки цивільних осіб.
Міжнародна спільнота висловила неоднозначну реакцію. США, Франція та Росія висловили деяку стурбованість з приводу операції, а Німеччина, Велика Британія, Нідерланди та Азербайджан в основному висловили підтримку військовим діям, заявивши, що Туреччина має право захищати свої кордони. Демонстрації відбулися в Туреччині як за, так і проти військових операцій. Ердоган цинічно пригрозив, що ті, хто протестував проти військового наступу сплатять «високу ціну».

## Передумови
Наступ відбувся на тлі зростаючої напруженості між турецьким та американським урядами через підтримкою останнім Демократичних сил Сирії, які в основному складаються з курдських бійців ЗНО, яких Туреччина вважає(за даними експертів-цілком безпідставно) "гілкою РПК". Зокрема, Туреччина заперечувала проти оголошених США планів щодо підготовки та оснащення 30-тисячних прикордонних сил ДСС, які, за твердженням Туреччини, являють собою пряму загрозу для їхньої безпеки. Турецький президент Ердоган сказав: «Країна, яку ми називаємо союзником, наполягає на формуванні терористичної армії на наших кордонах. Кого ця "терористична армія" робити мішенню, окрім Туреччини? Наша місія полягає в тому, щоб "задушити" її ще до того, як вона народиться».
За кілька днів до наступу, Туреччина та протурецька  Вільна сирійська армія (в основному-радикальні ісламісти під прапором Вільної сирійської армії)обмінялися артилерійським вогнем з бойовиками ЗНО вздовж турецько-сирійського кордону біля Афріна. ЗНО обстріляли місто Азаз, що знаходиться під контролем протурецької ВСА. Турецьке державне Анатолійне агентство повідомило, що російські військові спостерігачі в районі Афріна почали відходити 19 січня в очікуванні турецького наступу на позиції ЗНО.
21 січня, Ердоган пригрозив, що кожен, хто буде протестувати проти військового наступу сплатять «високу ціну». Він додав: «Знайте, що де б ви не виходили на вулиці, наші сили безпеки дихають вам в потилицю».При цьому ця погроза в нібито демократичній Туреччині залишилась без відповідної реакції з боку міжнародних організацій.

## Наступ та хід операції
Турецький уряд оголосив про початок наступу 19 січня 2018, коли міністр оборони Туреччини Нуреттін Каніклі заявив: «Операція насправді де-факто почалася з прикордонних обстрілів». Він додав, що ніякі війська ще не увійшли до Афріна. Пізніше Туреччина посилила обстріли, тоді як Загони народної оборони (ЗНО) ствердили, що вночі було випущено 70 снарядів. 20 січня, після кількох днів обстрілів, турецькі винищувачі здійснили повітряні нальоти на прикордонний район, спрямовані проти позицій ПДС та ЗНО.
Британський Сирійський центр моніторингу за дотриманням прав людини (СЦМПЧ) заявив, що 14 людей в психіатричній лікарні були поранені внаслідок обстрілу Демократичними силами Сирії (ДСС). Турецькі ЗМІ повідомили, що 20 автобусів з протурецькими повстанцями Сирійської опозиції перетнули кордон Сирії через пункт пропуску «Онджупинар». Фотограф AFP заявив, що 30 автобусів з «сирійськими» бійцями також перетнули кордон через пункт пропуску «Джілвегьозю».
20 січня, інформаційне агентство Хавар, яке симпатизує ПДС, повідомило, що бійці Армії революціонерів у кантоні Шахба завдали шкоди рядам протурецької Національної армії Сирії, вбивши 4 та поранивши 5 бійців НАС, у відповідь на нещодавні безсистемні мінні бомбардування цивільних будинків. ЗНО завдали ракетних ударів у відповідь по турецьким прикордонним містам Кіліс і Рейханли, де, як повідомлялося, було вбито щонайменше одного цивільного та поранено багатьох інших. Туреччина оголосила про те, що її авіаудари нібито вразили 150 цілей в Афріні.
Турецький Генштаб заявив, що його місія полягає в тому, щоб «встановити безпеку та стабільність на наших кордонах та в регіоні, [а також] усунення „терористів“ РПК/СГК/ПДС-ЗНО та ІД».
21 січня, турецькі державні ЗМІ повідомили, що турецькі сухопутні війська почали пересуватися до Афріна і просунулися на 5 км. СЦМПЧ повідомив, що турецькі війська зіткнулися з курдським ополченням на північних і західних кордонах Афріна та увійшли до міст Шанкіл і Ада Манлі на заході.
22 січня, турецькі сили заявили про захоплення ще декількох селищ, тоді як ЗНО сказали, що вони відбили напад на два інших селища. Того ж дня, турецькі ЗМІ повідомили, що в результаті боїв було вбито турецького солдата.
17 лютого курдські джерела повідомляють про газову атаку з боку Туреччини та протурецьких бойовиків
Також в цей день за даними прес-офісу YPG було вбито 13 турецьких солдат у районі Раджу.
20 лютого сирійське проурядове ополчення Національні Сили Оборони, у відповідь на прохання курдів ввійшло на територію кантону Афрін. Це відбулося не дивлячись на погрози Ердогана днем раніше. Таким чином Президент Сирії Башар Асад відгукнувся на прохання курдів.
21-22 січня тисячі курдів, арабів та туркменів вирушили з району Алеппо Шейх Максуд в Афрін, щоб протистояти турецькій агресії.таким чином, контроль над цим районом Алеппо перейшов до сирійських урядових підрозділів.
4 березня у місті Раджо було вбито 59 турецьких солдат і невідому кількість терористів з ССА
Протягом доби 23 січня на півночі провінції  Алеппо продовжилися запеклі бої. За повідомленнями джерел, в районі населеного пункту  Бюльбюль турецьким військам вдалося просунутися вглиб підконтрольних курдам територій на 1 кілометр. Загони народної самооборони (YPG) протистояли бронетехніці ЗС Туреччини, проводячи мінування місцевості і використовуючи протитанкові ракетні комплекси. За даними джерел, загони «Сирійської вільної армії» захопили населені пункти Аль-Хамам і Адманалі, а також взяли під контроль п'ять висот на північний захід від Афріна.
За заявою генштабу ЗС Туреччини від 23 січня, за період з початку операції було «нейтралізовано 260 терористів». Удари, згідно із заявою турецьких військових, виконувалися по позиціях Загонів народної самооборони, «Демократичного союзу», Робочої партії Курдистану і терористичного угрупування «Ісламська держава». Втрати турецьких військ склали три людини убитими.
За даними ООН, за станом на початок бойових дій, в районі Афрін і сусідніх районах півночі Сирії, що знаходяться під курдським контролем, проживало 324 тис. Осіб, включаючи 126 тис. Вимушених переселенців з інших районів Сирії. Станом на 23 січня, через початок турецької операції близько 6 тис. Чоловік, що проживають на периферії Афріну, були змушені покинути свої будинки.
24 січня, виступаючи в Анкарі, президент Ердоган заявив, що Туреччина не обмежиться військовою операцією в Афрін і буде зачищати від терористів, до яких відносить і курдські формування, весь свій південний кордон. За його словами, крім звільнення північних районів Сирії від курдів, яких Туреччина вважає терористами, Анкара має намір створити в регіоні умови для повернення 3,5 млн сирійських біженців, які знайшли притулок на території Туреччини в останні роки.
24 січня в районі Афрін тривали запеклі бої між протурецьких угрупованнями та Сирійською демократичними силами (SDF). Турецькі війська в основному завдавали артилерійських і авіаційних ударів по позиціях курдських загонів народної самооборони (YPG), створюючи умови для просування сухопутних підрозділів.
ВПС Туреччини завдали ряд ударів по опорних пунктах SDF в районі поселення Дарат Ізза, а також населених пунктів Халванія, Бафлон, катма й Касталія в околицях Афріна. Удари також завдавалися по об'єктах YPG в районах населених пунктів  Бюльбюль,  Раджу, Джандаріс і Рахманлі.
25 січня в першій половині дня стало відомо про початок контрнаступу курдів в північній частині району Афрін. Згідно з інформацією новинного порталу Al Masdar News, курдські підрозділи зіткнулися з ісламістами Сирійської вільної армії, які виступають за підтримки турецьких військ, в районі гірського масиву Барсайя і села Хамам.
Протягом доби турецька авіація не припиняла бомбардування територій, підконтрольних курдам. Бомбардуванням, зокрема, знову піддалися позиції YPG в районі міста Джандаріс, а також поблизу населеного пункту Шейх Хадід. Під ударами турецьких військових літаків виявилися населені пункти Таль Алуші і Аль-Васейта. Курдські джерела стверджували, що постійні бойові вильоти ВПС Туреччини призвели до загибелі щонайменше 32 мирних громадян. Турецьке військове командування, в свою чергу, заявило, що з початку операції убито 303 курдських бійця.
В районі міста Телль-Ріф'ат продовжилися збройні сутички між курдами і силами Сирійської вільної армії (СВА). На територію Афріну прибула нова партія турецької військової техніки.
25 січня представник військової ради Манбідж Шарфан Дарвиш заявив, що «Сирійські демократичні сили» (SDF) в  Манбідж привели свої війська в підвищену бойову готовність і стягнули їх до західної периферії району на лінії зіткнення з Сирійською вільною армією. За його словами, сили SDF в Манбідж продовжують координувати свої дії з міжнародною коаліцією, очолюваною США (місто Манбідж було звільнений від ІД в серпні 2016 року силами SDF за підтримки міжнародної коаліції).
26 січня на території кантону Афрін розгорталися бої між Сирійською вільною армією і курдськими формуваннями. У першій половині дня ісламісти спробували знову захопити гірський масив Джебель Барсайя і зайняли ряд вершин. Зіткнення також відзначалися у населеного пункту Адаманли, в районі поселень  Раджу і Аль-Маабата.
Курдські інтернет-портали і ЗМІ, підконтрольні збройній опозиції, публікували суперечливі повідомлення про втрати противника. Курди визнали втрату понад триста своїх бійців, проте заявили про загибель близько 60 мирних жителів і захопленні 16 турецьких солдатів. У відповідь на це турки звинуватили YPG в обстрілі турецьких населених пунктів.
Турецька бойова авіація провела нові бомбардування позицій Загонів народної самооборони (YPG). Авіаудари здійснювалися по об'єктах курдів в районі поселення Шейх Хорус. За повідомленням іранського агентства Mehr News, турецькі ВПС також провели нальоти на опорні пункти YPG в околицях Манбідж.
Польові командири курдських загонів тим часом продовжували перекидати в район Афрін підкріплення з метою стримати натиск наступаючих. За інформацією порталу ANF News, в район міста Кафр Джана були передислоковані кілька сотень бійців YPG. Значна частина з них була розподілена по блокпостах на магістралі, що зв'язує даний населений пункт з Афріном.
27 січня генштаб ЗС Туреччини повідомив, що в рамках військової операції турецькі збройні сили ліквідували 394 «терориста» і знищили 340 об'єктів «терористичних організацій». У генштабі відзначили, що під час операції загинули троє турецьких військовослужбовців, ще 30 осіб отримали поранення. Також були вбиті 13 бійців союзних Анкарі загонів сирійської опозиції.
Ситуація в кантоні Афрін залишалася напруженою. ВПС Туреччини, прагнучи забезпечити просування наземних підрозділів, завдали більше 40 авіаударів по об'єктах Загонів народної самооборони (YPG). Турецьке військове командування перекинуло частину сил з району населеного пункту Азааз в околиці Сабунджі. Крім цього, в район Дадата прибув танковий підрозділ турецьких військ.
Сирійська вільна армія (СВА) наступала на опорні пункти курдів в районі поселення Маамла, опанувала селом Биски. Ближче до кінця дня СВА взяла під контроль одну з висот в горах Раджу, вибила курдських ополченців з поселення Марседес і взяла під контроль кілька висот в районі Джандаріса.
За повідомленням глави департаменту охорони здоров'я регіону Афрін Анджели Рішо, з початку турецької операції за дев'ять днів загинули 89 осіб, 198 отримали поранення. За її словами, більшість загиблих — жінки і діти. Рішо зазначила, що вони стали жертвами бомбардувань турецької авіації.
28 січня ВПС Туреччини завдавали ударів по опорних пунктах курдських загонів ополчення в районі гори Берсі. За підтримки авіації Сирійська вільна армія (СВА) захопила у курдів цю висоту. Бойові вильоти здійснювали літаки F-16 і F-4, вертольоти T-129 і S-70. Всього, за інформацією джерела ВПС Туреччини, в Афріні було скоєно понад 20 авіаційних ударів в районах населених пунктів  Бюльбюль,  Раджу, Санканли, Касталія та інших.
СВА зробила спробу наступу на опорні пункти курдських загонів в районі височини Касталія Джандо, захопила висоту і взяла під контроль села Мерін і Язбакан.
29 січня підрозділи турецьких військ і загони союзної Сирійської вільної армії (СВА) продовжили антикурдську операцію, наступаючи відразу на декількох напрямках. Турки і їх союзники намагалися просунутися в бік міст Аль-Касталія на півночі і  Раджу на заході. Після того як гірський масив Берсайя перейшов під контроль турецьких підрозділів і Сирійської вільної армії (СВА), об'єднані сили турків і СВА почали зміцнювати захоплені позиції, побоюючись можливих контратак з боку загонів народної самооборони (YPG). Ударам турецької авіації піддалися позиції курдських загонів неподалік від аеродрому «Меннах».
Сирійське інформагентство повідомило про серйозні руйнування інфраструктури, житлових районів і стародавніх пам'ятників в результаті авіанальотів ВПС Туреччини. Як стало відомо, ВПС Туреччини завдали авіаударів по руїнах античного міста Кір, спорудженого в 300 р. До н. е. е. на честь перського царя Кіра на північ від сучасного міста Азааз.
Інформаційний портал Al Masdar News повідомив, що турецька армія і її союзники почали штурм населеного пункту  Раджу на північному заході кантону Афріна. Вертольоти ВПС Туреччини завдали удару укріпрайонам курдських загонів народної самооборони (YPG) на північних околицях міста. За повідомленнями місцевих активістів, туркам вдалося трохи просунутися, однак запеклі бої тривають. Одночасно з цим турецька армія і їх союзники робили спроби прорвати оборону курдів в районі населеного пункту  Бюльбюль. Бої також розгорталися у населених пунктів Айн Дакна і Шаалана. В ході протистояння сили YPG втратили село Ушагі.
Уряд Сирії тим часом звернувся за допомогою до ЮНЕСКО, закликавши чинити тиск на Анкару, постійні бомбардування якої призводять до знищення історико-культурних пам'яток. Так, був зруйнований старовинний храм Айн-Дара, присвячений богині Іштар і датований між 10 і 8 ст. до н. е.
Інформаційне агентство Al Masdar News повідомляло про те, що з турецької провінції Кіліс були перекинуті танки та артилерія, щоб надати підтримку розвиваючому наступу загонам СВА.
30 січня бої між курдськими формуваннями і об'єднаними силами Туреччини і Сирійської вільної армії (СВА) продовжилися. За повідомленням турецьких ЗМІ, курди втратили населені пункти Халал і Саті Ошагі. Збройні зіткнення відзначалися на підступах до міст  Раджу і Джандаріс. Було наголошено на перекидання нової турецької техніки і озброєння до лінії фронту. Так, в районі турецького населеного пункту Хамам, що знаходиться в прикордонній провінції Хатай, було зафіксовано прибуття декількох танків і близько десяти самохідних артилерійських установок.
Сирійський центр моніторингу дотримання прав людини (SOHR) опублікував уточнені відомості про втрати сторін з початку операції. За даними SOHR, було вбито близько 85 курдських бійців і 80 протурецьких ісламістів Сирійської вільної армії (СВА). Крім того, загинули як мінімум дев'ять турецьких солдатів.
31 січня зіткнення в районі Афрін тривали протягом усього дня. ВПС Туреччини завдали ударів по курдським опорним пунктам в околицях адміністративного центру району. Авіаудари також були нанесені по об'єктах Загонів народної самооборони в районі населених пунктів Рахманлі, Дікменташ,  Раджу і Солаклі.
Сирійська вільна армія (СВА) взяла під свій контроль висоту Шанкаль. Командування ЗС Туреччини заявило, що солдати турецької армії зайняли населений пункт Бак Убасі недалеко від міста  Бюльбюль. За даними джерел, протурецьких сили також вибили SDF з поселення Курна.
1 лютого на території району Афрін ВПС Туреччини продовжували завдавати авіаударів по позиціях YPG в районі населених пунктів Кафер-Сафра, Рахманлі, Санканли, Касталія, Сеннара і Солаклі.
Влада Сирії звернулися в ООН зі скаргою на дії Туреччини. У листах до міжнародної організації Сирія назвала дії Анкари «окупацією» і «збройної агресією».
2 лютого ВПС Туреччини завдали 12 ударів по об'єктах Загонів народної самооборони (YPG), в основному в районах населених пунктів Сеннара,  Бюльбюль,  Раджу, Касталія, Горанли і Арабвіран. Турецькі війська спільно з протурецьких угрупованнями просунулися на один кілометр з населеного пункту Телькепрю в сторону Раджу, але були зупинені артилерійським вогнем YPG. Під контроль ЗС Туреччини перейшли населені пункти Карабара, харабе-Сулук і Алі-Баски, а також, за підтримки протурецьких збройних формувань, — Алі-Кар і Захран.
Згідно з інформацією турецьких ЗМІ, за період з початку операції було вбито не менше 800 бійців курдських загонів народної самооборони (YPG). Стверджується, що як мінімум 20 поселень і кілька ключових гірських вершин перейшли під контроль ЗС Туреччини та Сирійської вільної армії (СВА). Агентство Reuters з посиланням на генштаб ЗС Туреччини повідомило, що курди підбили турецького танка, в результаті чого загинули п'ять турецьких військовослужбовців.
За повідомленням видання Milliyet, 4 лютого віце-прем'єр Туреччини Бекір Боздаг заявив, що турецькі військові в Сирії мають намір знищувати всіх, хто носить військову форму курдських загонів народної самооборони (YPG), в тому числі військовослужбовців США. За його словами, якщо ці загони найближчим часом не підуть з Манбіджу, то армія Туреччини увійде в це місто, а також продовжить просуватися на схід до Євфрату. Боздаг підтвердив дані генштабу ЗС Туреччини, який повідомив про ліквідацію 932 «терористів» з початку військової операції «Оливкова гілка».
5 лютого ВПС Туреччини завдали ряд ударів по опорних пунктах курдів в околицях адміністративного центру району Афрін. Під прикриттям авіації турецька армія захопила населений пункт Бабаки. Перестрілки між Сирійською вільною армією (СВА) і курдськими загонами ополчення були зафіксовані в районі населених пунктів Баджо і Шаран. В кінці дня стало відомо, що ССА взяла під свій контроль висоту сарики і село Дікмет Таш, розташовані недалеко від Афріну.
Згідно з повідомленнями агентства новин Al Manar News, сирійські урядові сили  '6 лютого'  розгорнули комплекси ППО в районі кордону між провінціями Ідліб і Алеппо.
Об'єднані сили ісламістів і ЗС Туреччини, здійснивши перегрупування, продовжили розвивати наступ. Під їх контроль перейшла висота «1027» на північному заході кантону Афріну. Згідно з інформацією новинного агентства Al Masdar News, сили загонів народної самооборони (YPG) завдали ударів по опорних пунктах Сирійської вільної армії (СВА) в північній частині кантону Афрін. Курдські ЗМІ заявляють, що в результаті контрнаступу курдам вдалося відновити контроль над населеним пунктом Хадж Білял. Крім того, бойовики СВА позбулися кількох стратегічних позицій у міст  Раджу і  Бюльбюль, навколо яких розгорталися запеклі бої протягом усього попереднього тижня.
Інформагентство Al Masdar News опублікувало фотографії храму Айн-Дара, зруйнованого близько двох тижнів тому авіаударами турецьких військових літаків в Афріні. Айн-Дара, побудований між 10 і 8 ст. до н. е., який був однією з головних історичних пам'яток Сирії.
8 лютого в кантоні Афрін активні бойові дії були зафіксовані в околицях населеного пункту  Бюльбюль. Турецька армія провела артилерійський обстріл опорних пунктів курдів в районі населеного пункту  Раджу.
9 лютого Сирійський центр моніторингу за дотриманням прав людини (SOHR) повідомляв, що в околицях міста Марі, розташованого недалеко від Афріну, відзначалися інтенсивні перестрілки між курдськими загонами ополчення і Сирійською вільною армією. Протягом дня СВА захопила у курдів кілька поселень в цій частині регіону.
10 лютого президент Туреччини Реджеп Ердоган заявив, що в провінції Хатай при виконанні завдання в рамках операції «Оливкова гілка» впав вертоліт ВПС Туреччини  Т-129. Пізніше прем'єр-міністр Туреччини Біна Йилдирим повідомив, що в результаті аварії обидва перебувавші у вертольоті військових загинули. Генштаб ЗС Туреччини повідомив, що причиною аварії стала технічна несправність.
11 лютого зіткнення відзначалися в районі населеного пункту  Раджу, підконтрольного курдам, і у міста Шейх Хоруз, захопленого протурецьких ісламістами. Під контроль СВА перейшов населений пункт Дейр Балута. Підтримку бойовикам надавали ВПС Туреччини, які здійснювали бойові вильоти в районі аеродрому «Меннах». Турецькі ЗМІ заявляли, що за час кампанії «Оливкова гілка» курди втратили 1141 бійця.
Раніше генштаб ЗС Туреччини заявляв, що 10 лютого загинуло 11 турецьких військовослужбовців. Всього з початку операції в Афріні втрати турецької армії, за даними генштабу, склали 30 чоловік убитими і понад 70 пораненими.
ВПС Туреччини завдали більше 20 авіаударів по позиціях курдських збройних формувань в Афріні. Основними районами дій турецької авіації стали райони населених пунктів Касталія, Санканли, Кафер-Сафра, Джальма, Арчелі, катма, Атма, Іскан та інших.
Турецькі війська спільно із загонами СВА робили спроби прорвати оборону курдських сил в північно-західній частині Афріну. Зіткнення фіксувалися у населених пунктів  Бюльбюль і  Раджу, однак серйозно просунутися силам союзників не вдалося. Проте в другій половині дня протурецькі ісламісти відбили у курдських підрозділів населені пункти Тададіль, Саар Наджка і Арабвіран, а також кілька сусідніх висот.
Туреччина перекинула в регіон додаткові війська. Згідно з інформацією телеканалу HalabTodayTV, підкріплення пройшло через прикордонний КПП «Кафр Лясін» в Ідлібі і попрямувало до міста Дарат Ізза. Також стало відомо, що близько 500 бойовиків бригади СВА «Султан Мурад», які пройшли навчання у турецьких військових, також приєднаються до наступу проти курдів.
12 лютого Вільна сирійська армія (СВА) і турецькі війська вели позиційні бої проти курдських збройних формувань в районі населених пунктів  Раджу,  Бюльбюль і Джандаріс. Сирійська вільна армія захопила населений пункт Аль-Мухаммада і висоту Телль аль-Амара.
Бойовики «Файлака аш-Шам», які виступають на боці Туреччини, захопили населений пункт Дейр-Баллут. ВПС Туреччини і турецькі артилерійські підрозділи продовжували завдавати ударів по позиціях курдських збройних формувань в районах населених пунктів Басуфан, Джандаріс,  Бюльбюль,  Раджу і Афрін.
13 Лютий ВПС Туреччини продовжували забезпечувати просування сухопутних підрозділів в кантоні Афрін. Турецька авіація завдала близько 10 авіаударів по позиціях курдських збройних формувань в районах населених пунктів  Раджу, Санканли, Джандаріс, Азааз та інших. ЗС Туреччини та підконтрольні Анкарі угруповання продовжували наступ в напрямку міста Джандаріс. Вільна сирійська армія (СВА) захопила у курдів поселення Аджил, розташоване недалеко від Афріну.
Інформаційне агентство Haber Turk передало, посилаючись на джерело в командуванні ЗС Туреччини, що з початку кампанії турецької армії було вбито тисячі чотиреста тридцять-дев'ять курдських бійців.
До 14 лютого за час військової операції Сирійської вільної армії (СВА) і турецьких сил на північному заході Алеппо курдські підрозділи втратили не менше 10 відсотків території кантону Афріну. Турецькі військові літаки протягом всього дня не припиняли завдавати авіаударів по позиціях курдських загонів народної самооборони (YPG). Цілями турецької авіації стали райони населених пунктів Рахманли, Санканли, Джальма, Джандаріс, Азааз і інших.
Агентство новин Al Masdar News передало, що в район населеного пункту Джандаріс на південному заході Афріну були перекинуті додаткові підрозділи турецьких військ. Під контролем Сирійської вільної армії (СВА) знаходиться вже велика частина околиць міста. Джандаріс є одним з найбільших населених пунктів в кантоні Афрін. Тим часом ісламісти трохи просунулися в районі населеного пункту  Раджу. Повідомлялося, що тут на боці СВА виступили угруповання «Файлака аш-Шам» і «Джейш Усуд аш-Шаркія», завдяки чому СВА вдалося захопити село Куди куві.
 '15 лютого  'бої продовжилися. Зіткнення відзначалися на півночі кантону Афріну в районі міста  Бюльбюль. Як передавав телеканал Halab Today TV, під контроль протурецьких загонів перейшли населені пункти Дурга і Дураклі. Пізніше загони СВА також захопили села Шарбанли, Джукали Тахтані, харабе Сулук і Карі і ряд сусідніх висот. На стороні СВА також виступили ісламісти антиурядового формування «Джейш Аль-Наср».
Бойовики Сирійської вільної армії вели артилерійський обстріл курдських позицій в районі Шаугрет-ель-Арз і околиць населених пунктів Азааз і Тельтана. У районі населеного пункту  Раджу курди втратили протитанковий ракетний комплекс. ВПС Туреччини продовжували проводити повітряні атаки курдських укріпрайонів. Під ударами турецьких військових літаків виявилися курдські позиції недалеко від населених пунктів Шейх Хадід і Джандаріс.
Тим часом турецькі інженерні підрозділи почали знешкодження мін та СВУ, закладених курдськими бійцями в районі гірської гряди Берсайя, відбитої у курдських загонів в кінці січня.
16 лютого стало відомо про істотне зрушення у відносинах між сирійською владою і курдами: за повідомленням ліванського телеканалу Al-Mayadeen, сирійський уряд і курди домовилися про те, що найближчим часом на територію Афріну для «відбиття нападу Туреччини» будуть введені сирійські війська.  '18 лютого  'цю інформацію підтвердили в Дамаску.
Тим часом, підтримуючи просування сухопутних підрозділів, ВПС Туреччини атакували позиції Загонів народної самооборони в районі населених пунктів Санканли, Сеннара, Рахманли,  Раджу, Солаклі, Атма, Касталія і Чакалли-Тахтані. Загони Сирійської вільної армії вибили курдські збройні формування з населених пунктів Шадіанли і Керрі.
18 лютого протурецьких радикали взяли під контроль кілька стратегічних позицій в районі міст  Раджу і  Бюльбюль, а також захопили населені пункти Аль-Мухаммада і Дарвиш Убасі. Внаслідок цього курдські формування втратили вже більше 15 відсотків території Афріну.
19 лютого турецька коаліція продовжувала методично тіснити курдів, займаючи все нові території анклаву  Афрін і нарощуючи свою військову міць за рахунок нових колон бронетехніки. Бойовики ісламізму збройних формувань за підтримки турецьких САУ і танків змогли відбити у курдських сил самооборони YPG досить великий район на північній ділянці фронту. Протягом дня ісламісти зайняли кілька прикордонних селищ і територію пам'ятника античної епохи — руїни міста Кір (сирійський). На західній ділянці фронту бойовики угруповання «Аль-Хамза» за підтримки турецького спецназу наблизилися впритул до міста і станції  Раджу. Вранці 19 лютого вони взяли пануючу над ним висоту і почали обстріл самого населеного пункту. Одночасно обстрілу піддалися позиції курдів від Раджу до самого Афріну. На південному заході продовжувала збільшуватися ситуація в районі міста Джандаріс, на південь від якого ісламісти просуваються вглиб курдської території.
Як повідомлялося 20 лютого , командування САА виставило курдам в  Афрін умови, які їм необхідно виконати для того, щоб САА взяла регіон під свій контроль:
- Передача всіх урядових будівель, поліцейських ділянок, лікарень, шкіл у відання центрального уряду;
- Передача САА півсотні військових об'єктів, які використовують YPG-SDF;
- Здача важкої і середньої зброї разом зі складами;
- Заборона на носіння легкої зброї, в тому числі курдської міліції;
- Призов на військову службу в САА.

20 лютого офіційні сирійські ЗМІ повідомили про введення ополченців зі складу  Національних сил оборони в місто Афрін, центр однойменного району. Однак через кілька годин під ударами турецької артилерії і безпілотників один із загонів сирійської ополченців був змушений відступити. За заявою прес-служби Загонів народної самооборони (YPG), перекинутих підкріплень поки не вистачає для відображення турецького наступу. Командування курдських формувань наполягає на введенні в регіон повноцінних армійських частин.
22 лютого курдські Загони народної самооборони почали передачу урядовим силам Сирії підконтрольних їм районів міста Алеппо. Виведені курдські загони направляються в  Афрін. Після завершення їх виведення тут знову почнуть свою роботу державні інститути Сирії. Над блокпостом Аз-Зіяр на кордоні кантону Афрін замість прапора «Асайіш» (курдська служба безпеки) було піднято прапор Сирійської Арабської Республіки. Вважають, що домовленості про передачу курдських районів під контроль САР пов'язані з домовленостями про вхід сирійських військ в поки ще підконтрольні курдським формуванням території кантону Афрін.
Тоді ж стало відомо, що курди передали в управління сирійської влади кілька населених пунктів в кантоні  Афрін. Поселення Бустан Баша, Аль-Халк, Байден, Аль-Хайдар і Айн Аль-Абьяд перейшли під контроль Сирійської арабської армії (САА). Пізніше частини урядових сил також увійшли на територію північного кварталу Алеппо Шейх Максуд, який колись займали курди, а також в місто Телль-Ріф'ат. Зазначалося, що курди мають намір таким чином убезпечити населені пункти від вторгнення об'єднаних сил Туреччини та Сирійської вільної армії (СВА). Тим часом сили СВА за підтримки ВПС Туреччини продовжили просуватися на північному заході провінції і захопили населені пункти Куркай Тахтані, Рахманлі, Куркай Фаукані Аль-Касталія і Алі Джару.
23 лютого генеральний штаб ЗС Туреччини повідомив, що з початку операції «Оливкова гілка» були нейтралізовані 1873 члена курдських формувань і ІД. Раніше повідомлялося, що ЗС Туреччини з початку операції в  Афрін втратили 32 людини, постраждали близько 150 осіб.
За місяць з початку військової операції «Оливкова гілка» Сирійська вільна армія (СВА) за підтримки ЗС Туреччини зайняла практично всі території на сирійсько-турецькому кордоні, створивши буферну зону. В результаті останніх зіткнень з курдами союзникам Туреччини вдалося захопити село Бафлур, розташоване недалеко від великого міста Джандаріс. 23 лютого турецька бойова авіація завдавала ударів по військовій інфраструктурі та місцях скупчення курдських бійців загонів народної самооборони (YPG) в кантоні Афрін. Збройні сили Туреччини завдали удару колоні транспортних засобів, у складі якої також перебували вантажівки з гуманітарною допомогою для жителів Афрін. Інцидент стався біля перевалу Зіяр. При обстрілі постраждали кілька цивільних осіб, що супроводжували конвой.
Як повідомив 25 лютого телеканал HABERTÜRK, Туреччина завершила перший з чотирьох етапів операції «Оливкова гілка». За його даними, турецькі війська, що увійшли на територію Сирії з турецьких провінцій Хатай і Кіліс, об'єдналися і сформували лінію у вигляді півмісяця навколо Афріну.
26 лютого в кантоні Афрін в результаті продовжуючих боїв курди втратили населений пункт Карманлук. ЗМІ, підконтрольні курдам, заявляли, що цивільне населення масово покидає район населеного пункту Джандаріс внаслідок постійних ударів СВА і ВПС Туреччини. Надходила інформація про те, що до протурецьких опозиційних формуваннь приєднаються члени бригади СВА «Аль-Хамза», сформованої переважно з етнічних курдів, які проживають в районі міста Азааз. Новобранці пройшли навчання і готові приєднатися до боротьби проти загонів народної самооборони (YPG) і Робочої партії Курдистану (РПК) в Афріні.
В ході останніх зіткнень під повний контроль Анкари перейшли поселення Шейх Муххамедом, Самалік, Квандо і Мейдан Ікбез на північному заході кантону, а також Амаранли — на північному сході. СВА і турецькі війська зайняли всі прикордонні райони і тим самим не залишили загонам YPG виходу до території Туреччини. Командування Сирійської вільної армії (СВА) передислокували кілька сотень бойовиків до поселення Арчелі, розташованому в околицях міста Джандаріс на південному заході кантону Афріну.
28 лютого бойовики Сирійської вільної армії (СВА) відбили у бійців курдського ополчення населені пункти Анка і Сінара. ВПС Туреччини продовжували здійснювати авіаційну підтримку сухопутної угруповання турецьких військ і їх союзників в бойових діях проти курдських збройних формувань в Афріні, здійснюючи авіаудари по районам населених пунктів Раджу, Солаклі, Касталія, Шейх-ель-Хадід, Джальма, Джандаріс і Бафліун.
2 березня під контроль протурецьких сил перейшли населені пункти мама Тахтані, мама Фаукані Мескенлі і Утманли, а також пагорби Біляль Кую. Як передають закордонні ЗМІ, вранці турецькі війська і опозиція Сирії приступили до зачистки міст, розташованих близько Афріна. Йдеться про Раджу і Джандарісе. Ці два міста є стратегічними для успіху «Оливкової гілки». Раджу і Джандаріс розташовані на головних коліях, які ведуть в Афрін.
6 березня заступник прем'єр-міністра Туреччини Бекір Боздаг заявив, що турецькі військові контролюють майже половину території сирійського Афріну — 702 з 1920 кв. км, на яких розташовані 142 населених пунктів.
В ході наступу в рамках операції «Оливкова гілка» під контроль наступаючих перейшли населені пункти Алісія, Балурсак, Харабат Шаранлі, Таль Хама і Шіркан, а також ряд стратегічних висот. Згідно із заявою генштабу ЗС Туреччини, турецька армія в ході військової операції «Оливкова гілка» знищила 2940 членів PYD, YPG і угруповання «Ісламська держава». За офіційною інформацією, турецькі військові з початку операції втратили убитими 42 людини.
6 березня кілька угруповань «сирійських демократичних сил» заявили про перекидання частини своїх сил з територій на схід від річки Євфрат (провінції Ракка і Дейр-ез-Зор) в Афрін. Це було сприйнято як припинення війни з ІД на південному сході провінції Дейр-ез-Зор, яку СДС ведуть за підтримки міжнародної коаліції.
13 Березня турецька армія повністю оточила Афрін. На завершальному етапі штурму місто піддалось інтенсивним артобстрілам і авіаударам, жертвами яких стали десятки мирних жителів. Припинення водопостачання, поставок продовольства і медикаментів викликало в Афріні гуманітарну катастрофу.
18 березня президент Туреччини Реджеп Тайїп Ердоган оголосив про взяття міста Афрін загонами «Сирійської вільної армії» (СВА) за підтримки турецьких військових. Бойовики СВА увійшли в місто майже без бою після того, як курдські збройні формування вивели свої сили.
За заявою Генштабу ЗС Туреччини, з початку операції загинули 46 турецьких військових, 225 отримали поранення, були нейтралізовані 3603 члена терористичних організацій. За даними Управління верховного комісара ООН з гуманітарних питань, район міста внаслідок ескалації боїв покинули більше 100 тис. цивільних осіб.
24 березня Генштаб Туреччини заявив про те, що район Афрін повністю очищений від членів угруповань YPG / PKK.